# Eric Djemba-Djemba
Eric Djemba-Djemba, född 4 maj 1981, fotbollsspelare från Kamerun som sedan 2015 spelar i den indonesiska klubben Persebaya Surabaya. Djemba-Djemba har även spelat i Kameruns herrlandslag i fotboll.
Djemba-Djemba ha spelat i Manchester United. Han har även spelat en tid i Aston Villa.